# Bacillo di Calmette-Guérin

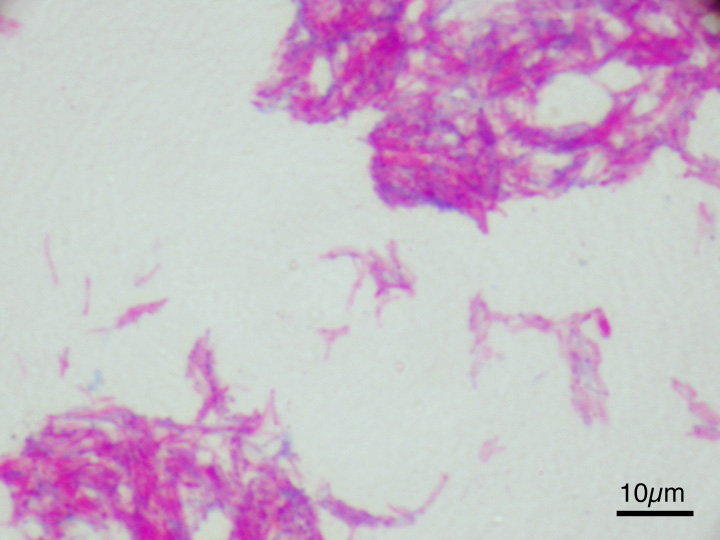
Bacillo di Calmette e Guérin al microscopio ottico. Colorazione di Ziehl-Neelsen. Ingrandimento: 1000×

Il bacillo di Calmette e Guérin, o vaccino BCG, è un microrganismo attenuato utilizzato come vaccino contro la tubercolosi.

## Storia
Il bacillo di Calmette e Guérin deriva da un ceppo del battere Mycobacterium bovis isolato dal batteriologo Albert Calmette e dal veterinario Camille Guérin, ricercatori francesi all'Istituto Pasteur di Lilla. La virulenza fu attenuata mediante 230 passaggi in un terreno costituito da bile, glicerina e patata, per un periodo di tredici anni, dal 1908 al 1921. I continui passaggi, che si rendevano necessari per l'impossibilità di conservare i bacilli congelati, portarono alla comparsa di discendenti vivi avirulenti del Mycobatterio, noti appunto con il nome di Bacillus Calmette-Guérin. La vaccinazione con bacilli vivi attenuati è un sostituto dell'infezione primaria che non espone al pericolo del Mycobacterium tubercolosis, agente eziologico della malattia tubercolare. Scopo della vaccinazione era indurre un certo grado di resistenza nei soggetti più esposti all'infezione tubercolare.
Il vaccino BCG fu utilizzato per la prima volta nell'uomo nel 1921. Fu adottato dalla Lega delle Nazioni nel 1929, ma a causa di una certa opposizione fu utilizzato massicciamente solo dopo la seconda guerra mondiale nel corso delle massicce vaccinazioni effettuate in Europa dal 1945 al 1948 nell'ambito della International Tuberculosis Campaign or Joint Enterprises.

## Efficacia
Studi epidemiologici e statistici hanno messo in evidenza che in seguito a vaccinazione con BCG si dovrebbe avere una maggiore resistenza all'infezione tubercolare, ma variabile da popolazione a popolazione in diverse aree geografiche; la protezione, inoltre, perdura per un periodo di tempo limitato. In genere non si ha più protezione dopo 20 anni dalla vaccinazione, sebbene fosse ancora presente dopo 60 anni nei nativi americani vaccinati negli anni trenta. I motivi di questa variabilità non sono noti.

## Altri usi
Il bacillo di Calmette e Guérin è stato utilizzato per scopi differenti dalla vaccinazione antitubercolare, tra cui:
- vaccinazione contro la lebbra, con protezione del 26%;[8]
- vaccinazione contro l'ulcera del Buruli, patologia causata da Mycobacterium ulcerans;[9]
- immunoterapia antitumorale, soprattutto nel carcinoma della vescica;[10]
- terapia della sclerosi multipla.[11][12]